# Caproni Ca.314
Die Caproni Ca.314 war ein leichtes militärisches Mehrzweckflugzeug, das der italienische Hersteller in den 1940er-Jahren baute.

## Entwicklung
Die Caproni Ca.314 wurde aus der Version Ca.313 R.P.B.2 entwickelt, die als hauptsächliches Unterscheidungsmerkmal ein abgestuftes Cockpit besaß. Die ersten Serienmodelle dieser Version wurden als Prototypen für die Ca.314 verwendet. Durch die Ausformung des Bugs besaß die Ca.314 eine äußerliche Ähnlichkeit mit der Bristol Blenheim, die auch eine ähnliche Auslegung und Leistung hatte.
Man veränderte die Bewaffnung auf zwei 12,7-mm-Maschinengewehre, die in die Flügelwurzeln eingebaut wurden. Hinzu kam ein nach hinten gerichtetes 7,7-mm-MG in einer Waffenstation unter dem Rumpfmittelteil. Die Motoren wurden nicht verändert. Mit der stärkeren Bewaffnung und den guten Flugleistungen konnte die Ca.314 auch für den Luftkampf über dem Meer eingesetzt werden. Sie war hier den zeitgenössischen Seeflugzeugen überlegen.
Hergestellt wurden die verschiedenen Versionen im Werk in Taliedo. Die Version „C“ wurde zusätzlich in Fabriken in Ponte San Pietro und Castellammare di Stabia vom Hersteller AVIS produziert.

## Versionen
Ca.314 A war vorgesehen für Seepatrouillen und als Begleitflugzeug für Konvois. Diese Version wurde auch als 314-SC (Scorta) bezeichnet. Es wurden insgesamt 73 Stück hergestellt.
Ca.314 B war ein Torpedobomber. Dieses Modell konnte einen 900 kg schweren Torpedo oder alternativ eine Bombenlast von bis zu 500 kg tragen. Diese Version wurde auch als 314-RA (Ricognizione-Aerosiluranti) bezeichnet. Es wurden insgesamt 80 Stück hergestellt.
Ca.314 C war ein Erdkampfjäger. Dazu wurden hier zwei weitere 12,7-mm-MGs unter die Tragflügelwurzeln montiert. Von dieser Version wurden mit 254 Stück aus drei verschiedenen Werken die meisten Exemplare der Ca.314 hergestellt.

## Militärische Nutzung
Deutsches Reich
- Luftwaffe

 Königreich Italien
- Regia Aeronautica

## Technische Daten
| Kenngröße             | Daten |
| --------------------- | --- |
| Besatzung             | 3 |
| Länge                 | 11,80 m |
| Spannweite            | 16,65 m |
| Höhe                  | 3,70 m |
| Flügelfläche          | 39,20 m² |
| Flügelstreckung       | 7,1 |
| Leermasse             | 4560 kg |
| max. Startmasse       | 6620 kg |
| Höchstgeschwindigkeit | 395 km/h |
| Dienstgipfelhöhe      | 6400 m |
| Reichweite            | 1690 km |
| Triebwerke            | 2 × 12-Zylinder-V-Motor Isotta Fraschini Delta RC 35 mit je 740 PS (544 kW)                                            |
| Bewaffnung            | 2 × 12,7-mm-Maschinengewehr in den Tragflächen 1 × 7,7-mm-Maschinengewehr zur Verteidigung 500 kg Bomben oder Torpedos |

## Vergleichbare Typen
- Vereinigtes Königreich: Avro Anson
- Vereinigtes Königreich: Bristol Blenheim